# Astragalus tenuiramosus
Astragalus tenuiramosus är en ärtväxtart som beskrevs av Dieter Podlech och Zarre. Astragalus tenuiramosus ingår i släktet vedlar, och familjen ärtväxter. Inga underarter finns listade i Catalogue of Life.